# Geotrichum britannicum
Geotrichum britannicum är en svampart som först beskrevs av Kwasna & G.L. Bateman, och fick sitt nu gällande namn av P.M. Kirk ined. 20 11. Geotrichum britannicum ingår i släktet Geotrichum och familjen Dipodascaceae.   Inga underarter finns listade i Catalogue of Life.